# Ray Tabano
Ray Tabano (Bronx, New York, 1946. december 23. –) amerikai gitáros, aki 1970 és 1971 között volt az Aerosmith tagja. 1971-ben kirúgták, a helyére Brad Whitford került.

## Pályafutás
Ray Tabano már gyerekként ismerte Steven Tylert (mindketten Yonkersiek voltak), ezért amikor a The Strangeurs basszusgitárost keresett Tyler választása Tabanora esett. Az együttes először a Strangers nevet használta, majd Strangeursra változtatta, mert már volt egy hasonló nevű formáció. Némi ismertségre főleg akkor tettek szert, amikor már Chain, majd Chain Reaction néven szerepeltek. Az együttes főleg feldolgozásokkal lépett fel Új-Anglia területén. Időközben Stockbridgebe költözött, ahol bőrcuccokkal kezdett kereskedni, majd Bostonban nyitott egy Sárga Tehén nevű bőráruboltot. Ebben az időszakban drogbirtoklás miatt hivatalos közeggel szembeni erőszakkal vádolták meg. Ennek köszönhetően később nem kellett részt vennie a vietnámi háborúban. 1970-ben az Aerosmith ritmusgitárosa lett, ahova Tyler barátságának köszönhetően került be. Gitárosként azonban nem tudta hozni az elvárt szintet, ezért gyakran összeszólalkozott a többiekkel. Véleménye szerint ennek az is az oka volt, hogy ő a többiekkel ellentétben nem csak a zenélésre koncentrált, hanem a bőráruboltjára és a drogbizniszre egyaránt sok időt fordított. Tabano általában Tylerrel került vitába, amely egyszer odáig fajult, hogy a gitáros ultimátum elé állította a zenekart: vagy ő lép ki, vagy Tyler.
A zenekar egyértelműen Tyler mellé állt, Tabano helyére pedig Brad Whitford került. Utolsó koncertjét a zenekarral a New Jersey-i Menlo Parkban adta az együttessel. Kirúgatását követően még hetekig a zenekarral maradt, mintha tudomásul sem vette volna, hogy már nem az együttes tagja. Távozása megviselte Steven Tylert, akivel a későbbiekben is szoros barátságban maradt. Miután kikerült az Aerosmithből eladta a bőráruboltját, és előbb Mexikóba, majd Mainebe költözött. Az Aerosmith első turnéjára Tyler heti 125 dollárért visszahívta az együtteshez, hogy a koncertkörút alatt legyen társasága. A zenekar többi tagja nem nézte jó szemmel, hogy nincsen hasznukra, ezért gyakran besegített a roadoknak, vagy vezette az együttes kamionját. 1975 őszén úgy döntött az Aerosmith, hogy szükségük lenne egy állandó próbahelyre, amely egyfajta főhadiszállásként is funkcionálna. A megfelelő hely megtalálását Tabanora bízták, aki Walthamben (Bostontól nem messze) akadt rá egy raktárépületre. A hely neve A. Wherehouse lett, amelyet a Boston együttes is kibérelt, és meghallgatásra hívta a Columbiát, majd aláírta legendás lemezszerződését.
Innentől kezdve Tabano segített működtetni a zenekar irodájaként, törzshelyeként, és stúdiójaként is funkcionáló „A. Wherehouse”-t. Az együttes pólóbizniszét is ő intézte, de a rajongói klubba érkező hírlevelekkel is Tabano foglalatoskodott. Ezenkívül három éven át szerkesztette az együttes hírlevelét az Aero Knowst. A pólóbizniszről egy exkluzív szerződést szeretett volna kötni, amely kizárta volna a menedzsmentet. Tyler és Joe Perry bele is ment volna, de a menedzserek David Krebs és Steve Leber kirúgták Tabanot, mivel szerintük a hátuk mögött akart megállapodni a zenekarral. A menedzsment páros azt hazudta a zenekarnak, hogy Tabano meglopta őket, akivel egy háromezer dolláros végkielégítéssel búcsúztak el 1979-ben.

## Bibliográfia
- Davis, Stephen. Walk This Way (magyar nyelven). Budapest: Cartaphilus (2008). ISBN 978-9-632-66045-5